# 任凤霞
任凤霞（1950年8月—），女，中华人民共和国政治人物，曾任吉林省广播电影电视局党组书记、局长，吉林省政协副主席。